# Calle de San Sebastián
La calle de San Sebastián es una calle del Madrid de los Austrias, dentro del Barrio de las Letras, situada entre la plaza del Ángel  y la calle Atocha.Antes se llamó calle del Viento y en su breve recorrido se conservan viejos edificios como el palacio del Conde de Tepa (de 1808) y la fachada de poniente de la iglesia de san Sebastián, que le dio su nuevo nombre a mediados del siglo XIX. La calle es mencionada en Misericordia, de Benito Pérez Galdós.

## Historia

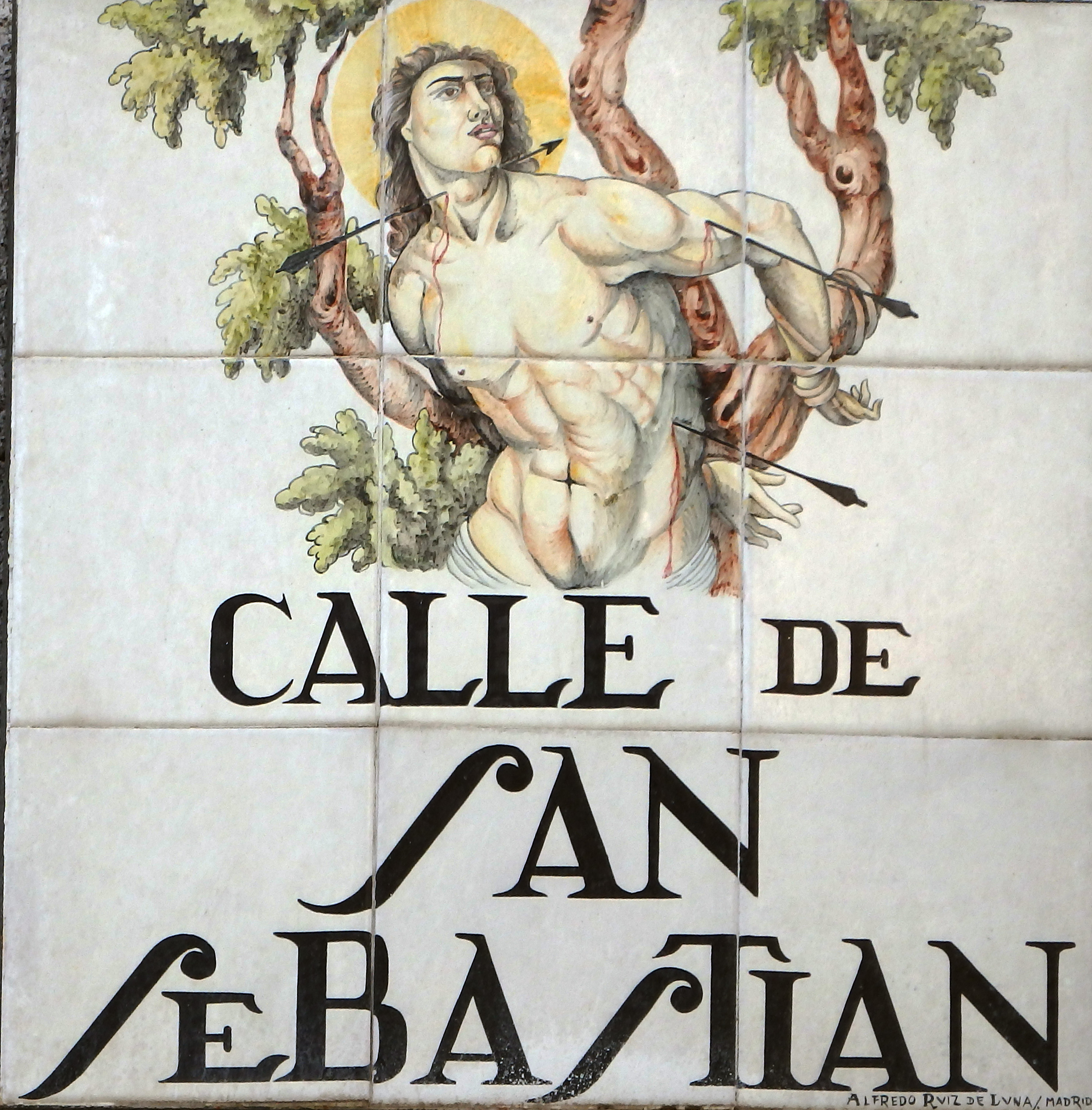
Cerámica rotuladora de la vía, de Alfredo Ruiz de Luna

Esta pequeña calle que en el plano de Teixeira aparece sin nombre y que en tiempos antiguos fue continuación de la plazuela del Beso, llevó el airoso nombre de calle del Viento (nombre que llevaron también otras calles del antiguo Madrid), con el que aparece en el plano de Espinosa de 1769. 
En sus antiguas y ya desaparecidas casas y solares, tuvieron abrigo actores de muy diverso rango, vecinos todos de la antigua capilla de la Virgen de la Novena a la que se entraba por el portillo que a esta calle abría la citada parroquia de san Sebastián. Tuvo tapias a ella el viejo cementerio de la iglesia y la lonja que se abría a la calle de Atocha.
Ya a finales del siglo XVIII, el ilustrado Nicolás Fernández de Moratín reunió la tertulia de la Fonda de San Sebastián en el local que la Fonda de San Sebastián tenía abierto desde 1766 en la esquina con la Plazuela del Ángel. También estuvo en el número 2, la Delegación de Hacienda (dentro del mencionado palacio de Tepa) y, más tarde, el Círculo Conservador.